# John Niven
Pour les articles homonymes, voir Niven.
John Niven, né en 1966 à Irvine, est un écrivain écossais.

## Œuvres

### Romans
- (en) Music from Big Pink, 2005
- (en) Kill Your Friends, 2008[2]
- (en) The Amateurs, 2009
- (en) The Second Coming, 2011
- (en) Cold Hands, 2012
- Enfant terrible, Sonatine, 2015 ((en) Straight White Male, 2013)[3]
- Old School, Sonatine, 2016 ((en) The Sunshine Cruise Company, 2015)

### Scénarios
- Cat Run (en) (2011) réalisé par John Stockwell.
- Kill Your Friends[4] (2015) réalisé par Owen Harris.

### Essai
- (en) The Clash: A Good Place Under the LightingÀ paraître en février 2017